# ニュースやまがた6時
『ニュースやまがた6時』（ニュースやまがたろくじ、英文別名表記：NHK NEWS YAMAGATA 6PM）は、NHK山形放送局の総合テレビで2012年4月2日から2017年3月31日まで放送されていた平日夕方のローカルニュース情報番組である。実際のテレビ放送上のタイトルは、NHKの名を被せて『NHKニュースやまがた6時』、略称は『やま6』である。2014年3月28日までの番組英文表記は「NHK YAMAGATA NEWS 6」であった。ハイビジョン制作である。

## 放送時間
- 月曜 - 金曜 : 18:10 - 18:59
土・日・祝日は休止。祝日は仙台局発東北のニュースを放送する。

## メインキャスター
- 片山智彦（NHKアナウンサー）

## サブキャスター
- 老子知歩
- 渡邊晶子
- 渡邉尚子

### 過去の出演者
- 伊藤海彦（NHKアナウンサー、2012 - 2013年度メインキャスター）
- 岡田みはる（2015 - 2016年・気象情報コーナー担当）

## 主なコーナー（平成24年度版）

### 毎日
- 今日のニュース（18:11頃）
その日のニュースをリポート、中継などを交えてわかりやすく解説する。
- 東北の話題リレーニュース（18:45頃）
東北の各放送局からのニュース・話題
- 日めくりカレンダー・あすは何の日? （18:40か18:48頃）
- みんなで山形撮影隊・とてけろ（18:49頃）
山形県内の自然風景の映像写真を視聴者から投稿するコーナー。「とてけろ」という名のカエルのイラストによるマスコットキャラクターがこのコーナー中に登場する。山形弁の「撮ってけろ」を縮めたもの。
- 明日の動き（18:51頃）
明日の県内の催しなどを紹介。金曜日は、イベント中継や週末ガイドで詳しく伝える。
- 県内の気象情報（18:30頃）（18:54頃）
明日の天気・ポイント予報・周辺地域の天気・週間天気など。全国の気象情報は18:52 - 54に東京から挿入。

これらのコーナーのうち、「──とてけろ」以外は『ニュースワイドやまがた』、『やまナビTODAY』、『やまがたニュースアイ』でも使用し、現在も使っている。

### 月曜日
- オーレ!モンテディオ→GOTTA! SPORTS（ガッタ・スポーツ）
モンテディオ山形の試合のゴールシーンを中心に振り返るほか試合がない場合は選手のインタビューなどチームの話題をオンエア。金曜日にもオンエアする。月曜・金曜の両日オンエアになってからは、パスラボ山形ワイヴァンズ、プレステージ・インターナショナルアランマーレの試合結果も併せて伝える。月曜日が祝日の場合には翌日か翌々日とかに振り替えてＯ.Ａ.する。
- 山形の自然 （18:35頃）
山形が全国に誇る豊かな自然を、専門家のわかりやすい解説とともに紹介。

### 火曜日 - 金曜日
- 日替わり企画（曜日ごと更新）